# 木村恵子
木村 恵子（きむら けいこ、1963年（昭和38年）12月14日 -  ）は、日本のシンガーソングライター。バービー人形の収集家でもある。1993年（平成5年）に結婚後には、「柴野 恵子（しばの けいこ）」として活動。

## 人物
神奈川県横浜市生まれ。幼少時をアメリカ合衆国ペンシルベニア州のフィラデルフィアで過ごした。東洋英和女学院中学部・高等部を経て、慶應義塾大学文学部卒業。
慶應義塾大学在学中には、かつて杉真理や竹内まりやらも所属した軽音楽部で作詞・作曲や歌手活動などを行っていた。1988年（昭和63年）、日本コロムビアよりアルバム 『STYLE』でデビュー、以後3枚の音楽アルバムを発表している。『STYLE』には岡崎友紀 『ドゥー・ユー・リメンバー・ミー』のカバー曲が収録されているほか、同年に発売した2枚目のシングル曲 『体重計とアンブレラ』は、KANが作曲を担当している。
1991年（平成3年）、ボサノバの音楽ユニット、『ケルカン（Quelqu'un）』を窪田晴男と結成した。木村はボーカルを担当。同ユニットからは後に窪田が脱退し、音楽アルバムを3枚（『毎日が恋愛映画』（1991年）、『蜜月世界旅行』（1991年）、『チ・ケーロ チ・ケーロ～愛と微 』（1993年））発表した後に解散となった。
文筆家としては1991年（平成3年）には初めての小説、『グレープフルーツ』を角川書店より刊行したほか、随筆なども著している。また、バービー人形の収集家でもあり、1994年（平成6年）には日本限定のビンテージアイテムなども紹介する解説書 『Barbie in Japan』（洋書、Hobby House Pr Inc）を出版している。

## ディスコグラフィ

### アルバム
- STYLE（32CA-2235_1988/05/21｜COCA-11104_1993/10/21｜JSLP080_2017/05/17）
- AMBIVA（CA-3242_1989/04/08）
- cafe 1984（CA-4216_1989/12/10）
- M（COCA-6677_1990/09/21）
- ベスト・ソングス（COCA-10360_1992/11/21）

### シングル
- コルトレーンで愛して
- 体重計とアンブレラ
- ダイヤモンドの月
- Cafe 1984
- 精神的M
- 好きになってゴメンネ

## 楽曲提供
- 田山真美子「何もなかったふりして」「未来はあの日からやってくる」 （作曲）
- 古谷玲香「あなたのほかにはあなたはいない」（作曲）
- SUZI KIM「Angel love (She's not there)」（作詞）
- 永作博美「恋と微笑みと花」（作詞・作曲）
- 里中杏子「LOVE」（作曲）
- 佐藤友美「LABYRINTH」（作曲）
- 木村亜希子「恋する気持ち」（作詞・作曲）「四つ葉のクローバー」（作曲）